# Tobias Lindholm

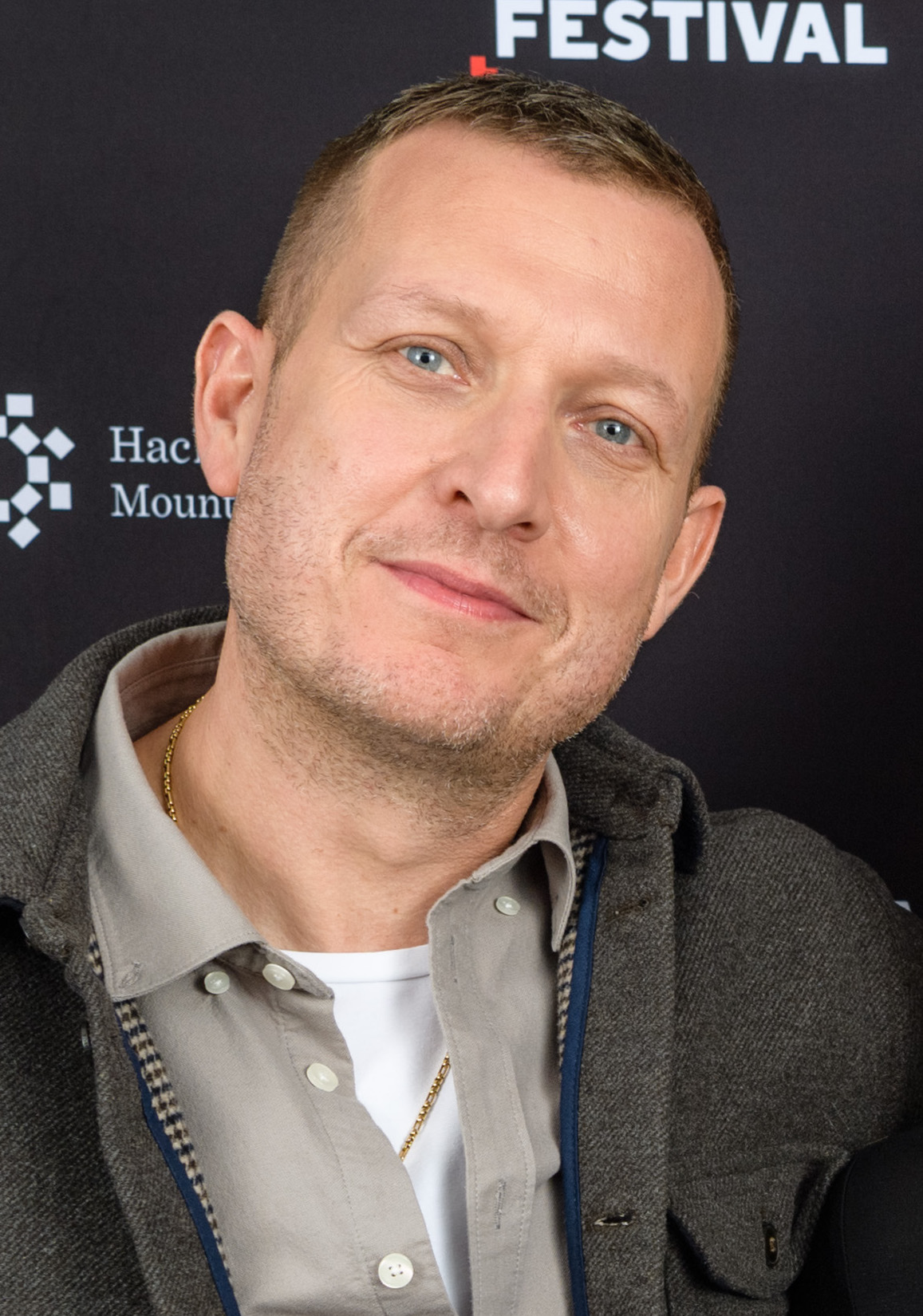
Tobias Lindholm, 2022

Tobias Lindholm (* 5. Juli 1977 in Næstved) ist ein dänischer Filmregisseur und Drehbuchautor.
Drehbücher schreibt er sowohl für Fernsehserienepisoden als auch für Filme. Er ist mit verschiedenen Preisen ausgezeichnet worden. 2007 schloss er den Studiengang „Drehbuch“ an Den Danske Filmskole ab. Der Film R (2010) war sein Debüt als Regisseur und wurde mehrfach ausgezeichnet. Ein Erfolg, der sich auch bei dem zweiten unter seiner Regie entstandenen Film, Hijacking – Todesangst … In der Gewalt von Piraten, wiederholte. Sein Film über den Afghanistan-Krieg A War wurde bei der Oscarverleihung 2016 in der Kategorie Bester fremdsprachiger Film nominiert und erhielt 2016 den Friedenspreis des Deutschen Films – Die Brücke (Hauptpreis international). 2020 gewann er gemeinsam mit Thomas Vinterberg für die Sozialsatire Der Rausch den Europäischen Filmpreis für das beste Drehbuch. Mit dem Kriminalfilm The Good Nurse (2022) gab er sein englischsprachiges Regiedebüt.

## Filmografie (Auswahl)
- 2008: Sommer als Drehbuchautor
- 2010–2011: Borgen – Gefährliche Seilschaften als Drehbuchautor
- 2010: R als Drehbuchautor und Regisseur
- 2010: Submarino als Drehbuchautor
- 2012: Die Jagd als Drehbuchautor
- 2012: Hijacking – Todesangst … In der Gewalt von Piraten (Kapringen) als Drehbuchautor und Regisseur
- 2013: In der Stunde des Luchses (I lossens time) als Drehbuchautor
- 2015: A War (Krigen) als Drehbuchautor und Regisseur
- 2015: 9. April – Angriff auf Dänemark (9. April) als Drehbuchautor
- 2016: Die Kommune (Kollektivet) als Drehbuchautor
- 2020: Der Rausch (Druk) als Drehbuchautor
- 2022: The Good Nurse als Regisseur